# ほうおう座
ほうおう座（ほうおうざ、Phoenix）は現代の88星座の1つ。16世紀末に考案された新しい星座で、西洋の伝承に登場するフェニックスをモチーフとしている。日本国内からは鹿児島市（北緯32°）以北では星座の全域を見ることができない。また、北緯50°より北の地域からは全く見えない星座となる。

## 主な天体

### 恒星
2022年4月現在、国際天文学連合 (IAU) によって3個の恒星に固有名が認証されている。
- α星：見かけの明るさ2.38等の2等星[6]。ほうおう座で最も明るく見える。「アンカー[7](Ankaa[5])」という固有名を持つ。
- ζ星：見かけの明るさ4.014等の4等星[8]。最大4つの星からなる連星系で、A星系は2つのB型主系列星によるアルゴル型の食変光星で、約1.67日の周期で3.91等から4.42等の範囲で変光する[9]。2017年11月に、主星のAa星に対してオーストラリア連邦ノーザンテリトリーに居住するオーストラリア先住民ワルダマン族（英語版）の言葉に由来する「ウレン[7](Wurren[5])」という固有名が認証された。
- HD 6434：見かけの明るさ7.71等のG型主系列星[10]。IAUの100周年記念行事「IAU100 NameExoWorlds」でエクアドルに命名権が与えられ、主星はNenque、太陽系外惑星はEyekeと命名された[11]。

そのほか、以下の恒星が知られている。
- SX星：見かけの明るさ7.12等の7等星[12]。約0.055日の周期で6.76等から7.53等の範囲で変光する[13]。脈動変光星の一種「ほうおう座SX型変光星」のプロトタイプとされる[14]。
- HE0107-5240：太陽系から約3万光年の距離にある、炭素過剰金属欠乏星 (Carbon enhanced metal poor star, CEMP) に分類される化学特異星[15]。金属量が太陽の30万分の1以下と非常に少なく、鉄に対して炭素が過剰に存在し、r過程元素とs過程元素のいずれも少ないことから、最初期の恒星が起こした超新星爆発で生じた炭素に富む超新星残骸から誕生した非常に古い星であると考えられている[16]。

### 星団・星雲・銀河
- ロバートの四つ子銀河：天の川銀河から約1億6000万 光年の距離にあるコンパクト銀河群。NGC 87・88・89・92の4つの銀河が重力相互作用によってグループを形成している[17]。
- ほうおう座銀河団（英語版）：天の川銀河から約59億 光年の距離にある銀河団[18]。年老いて冷えてしまった銀河団とされるが、2020年に銀河団の中心にある巨大銀河から噴き出すジェットが観測され、「ジェットが高温ガスの冷却を止める」とするこれまでの知見を覆す発見となった[18][19]。

- 欧州南天天文台ラ・シヤ天文台の超大型望遠鏡VLTによって撮影されたロバートの四つ子銀河。NGC 87（右）、NGC 88（中央）、NGC 89（下）、NGC 92（左）の4つの銀河が1つのグループを形成している。
- チリのラス・カンパナス天文台のクレイ-マゼラン望遠鏡で撮影されたほうおう座銀河団。

### その他
- HLX-1：初の中間質量ブラックホール候補天体とされるX線天体。2004年11月、天の川銀河から約2億9000万 光年の距離にある渦巻銀河ESO 243-49の周縁部に位置するX線天体として発見された。2008年に、HLX-1を中間質量ブラックホールの候補天体であるとする研究結果が発表され、X線・可視光・電波の各波長域での追観測もそれを支持する結果が出ている。

## 流星群
12月2日頃に極大を迎えるほうおう座流星群が知られている。1956年12月、南極大陸に向けて航行中の南極観測船宗谷の船上から初めて観測された。その後半世紀以上出現が観測されていなかったが、2014年に国立天文台を中心とした研究チームによって出現が予測され、スペイン領カナリア諸島において58年ぶりに観測された。

## 由来と歴史

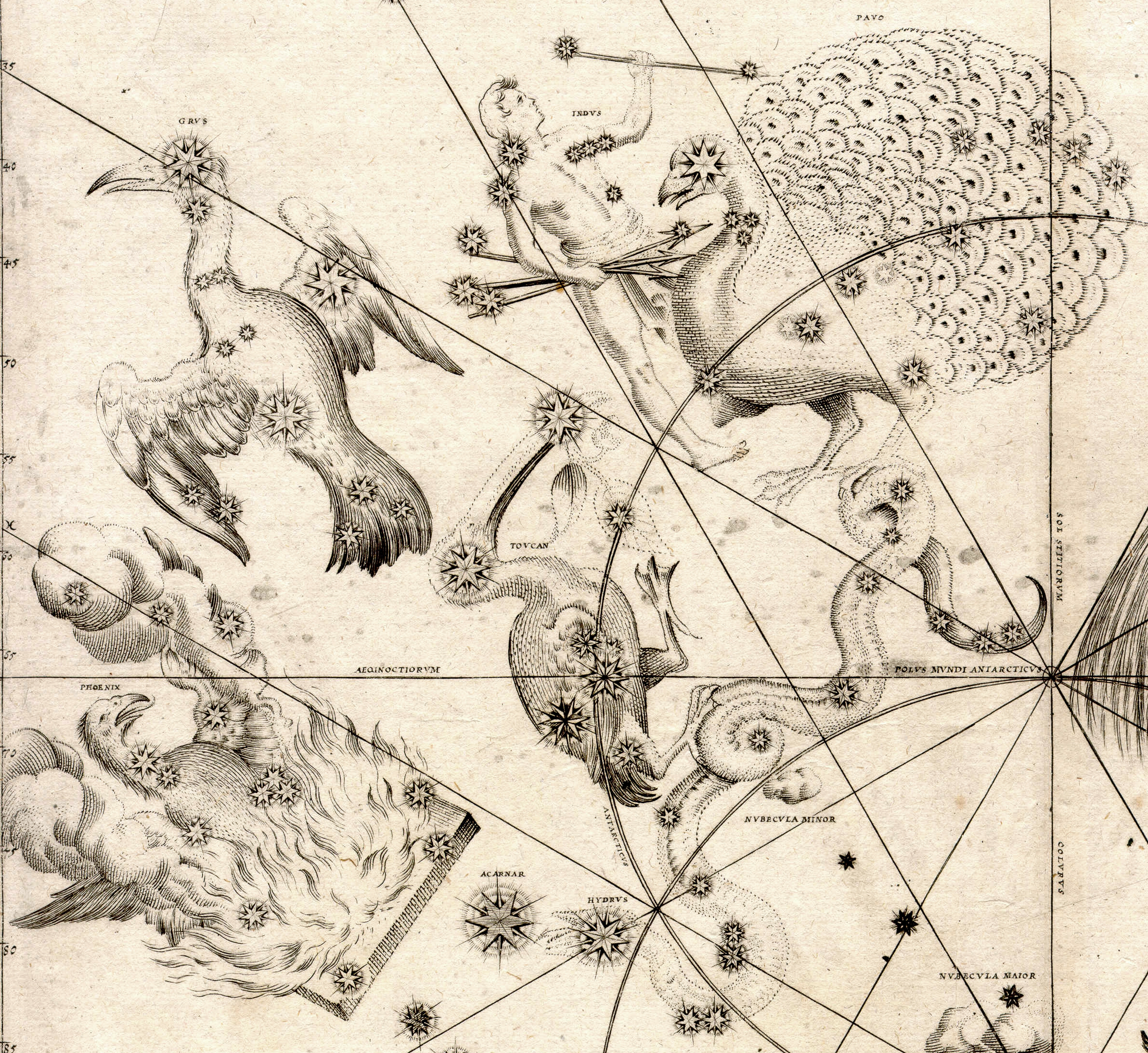
ヨハン・バイエルの著書『ウラノメトリア』に描かれた南天の鳥の星座。ほうおう座は左下に描かれている。

ほうおう座は、1603年にヨハン・バイエルが出版した星図『ウラノメトリア』で世に知られるようになったためバイエルが新たに設定した星座と誤解されることがあるが、実際は1598年にフランドル生まれのオランダの天文学者ペトルス・プランシウスが、オランダの航海士ペーテル・ケイセルとフレデリック・デ・ハウトマンが1595年から1597年にかけての東インド航海で残した観測記録を元に、オランダの天文学者ヨドクス・ホンディウスと協力して製作した天球儀にフェニックスの姿を描き、ラテン語の星座名 Phoenix を記したことに始まる。そのため、近世星座史の研究が進んだ2010年代以降はケイセルとデ・ハウトマンが考案した星座とされている。
ケイセルとデ・ハウトマンが考案したとされる星座は、みなみのさんかく座を除く11の星座が生物をモチーフとしているが、Phoenix だけは空想上の生物をモチーフとしている。このことについて、星座の歴史に詳しいイギリスの科学史家イアン・リドパスは、16世紀当時はフェニックスが実在する鳥であると考えられていた可能性を指摘している。当時、南方から送られてきた極楽鳥の標本を見て、ヨーロッパ人はフェニックスそのものかその近縁種であると推測したとされる。実際、フランスの博物学者ピエール・ブロンは、1555年の著書『鳥類誌 (L'histoire de la nature des oyseaux)』の中で、フェニックスを実在の鳥として記載している。
この星座に付けられたギリシア文字の符号は、バイエルが付けたいわゆる「バイエル符号」ではなく、18世紀フランスの天文学者ニコラ＝ルイ・ド・ラカイユによって付けられたものである。ラカイユは、自身が考案した14星座のほか、バイエルが符号をつけていなかった南天の星座にギリシア文字の符号を付しており、ほうおう座の星々にもαからχまでの符号を付した。ラカイユが付した符号は、19世紀イギリスの天文学者フランシス・ベイリーが編纂した『The Catalogue of Stars of the British Association for the Advancement of Science』（1845年）に全面的に引き継がれ、さらにアメリカの天文学者ベンジャミン・グールドが1879年に出版した『Uranometria Argentina』で星座の境界線が引き直された際にοが外され、ψが加えられた。21世紀現在ではωも加えられている。
1922年5月にローマで開催されたIAUの設立総会で現行の88星座が定められた際にそのうちの1つとして選定され、星座名は Phoenix、略称は Phe と正式に定められた。新しい星座のため星座にまつわる神話や伝承はない。

### 中国
現在のほうおう座の領域は、中国の歴代王朝の版図からはほとんど見ることができなかったため、三垣や二十八宿には含まれなかった。この領域の星々が初めて記されたのは明代末期の1631年から1635年にかけてイエズス会士アダム・シャールや徐光啓らにより編纂された天文書『崇禎暦書』であった。この頃、明の首都北京の天文台にはバイエルの『ウラノメトリア』が2冊あり、南天の新たな星官は『ウラノメトリア』に描かれた新星座をほとんどそのまま取り入れたものとなっている。これらの星座はそのまま清代の1752年に編纂された天文書『欽定儀象考成』に取り入れられており、ほうおう座の星は「火鳥」という星官に充てられた。

## 呼称と方言
日本では明治末期に既に「鳳凰」という訳語が充てられていた。これは、1908年（明治41年）に創刊された日本天文学会の会誌『天文月報』の第1巻7号に掲載された「十月の空」と題する星図で確認できる。この名称は、1910年2月に星座の訳名が改訂された際も据え置かれ、1925年（大正14年）に初版が刊行された『理科年表』にも「鳳凰（ほうわう）」として引き継がれた。1944年（昭和19年）に天文学用語が見直された際もこの呼称が継続して採用された。戦後の1952年（昭和27年）7月に日本天文学会が「星座名はひらがなまたはカタカナで表記する」とした際に、Phoenix の日本語の学名は「ほうおう」と改められた。この改定以降は「ほうおう」が星座名として継続して用いられている。
現代の中国でも日本と同じく「鳳凰座」と呼ばれている。